# Santa Eulalia (Orós Bajo)

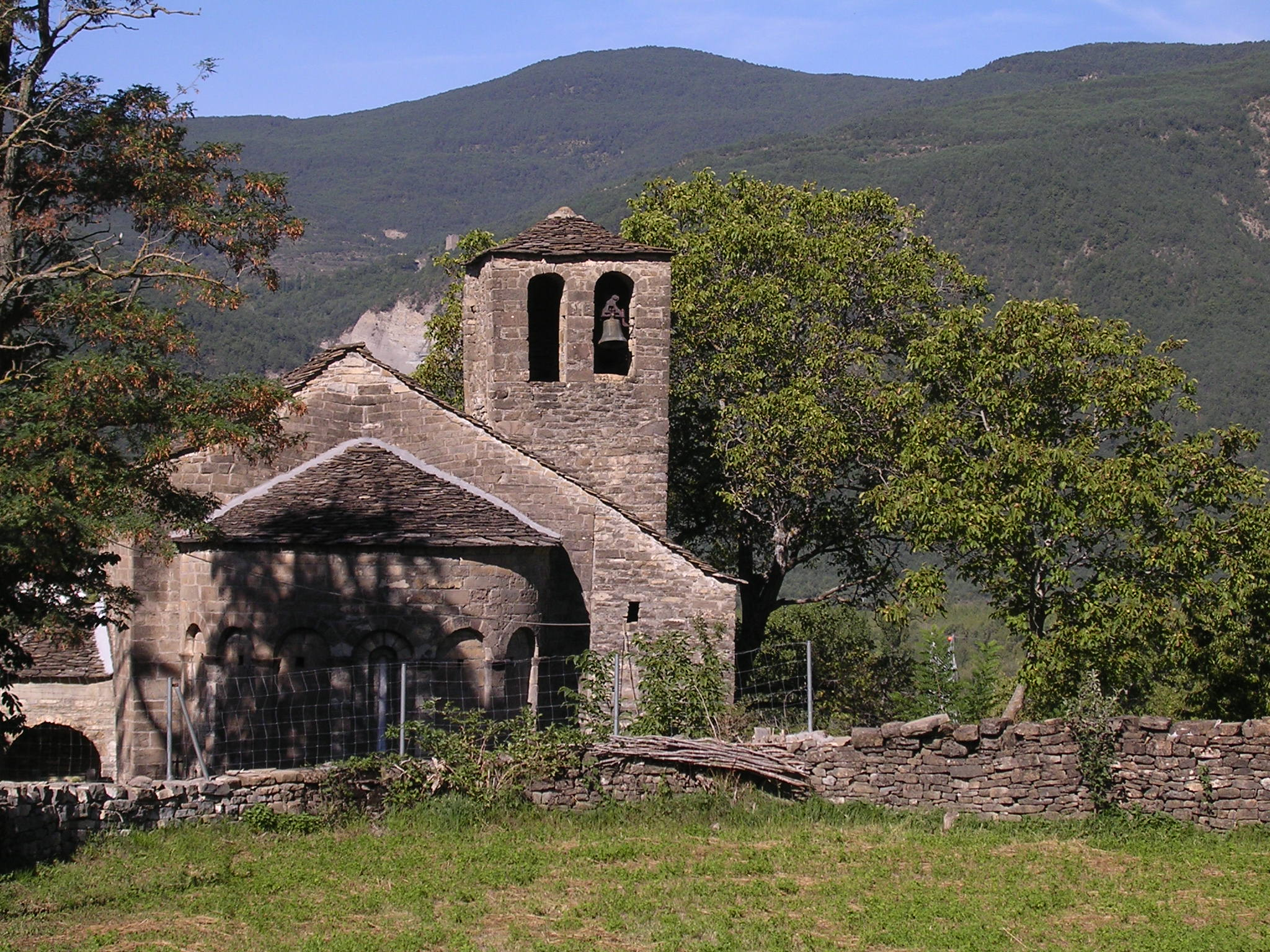
Kirche Santa Eulalia

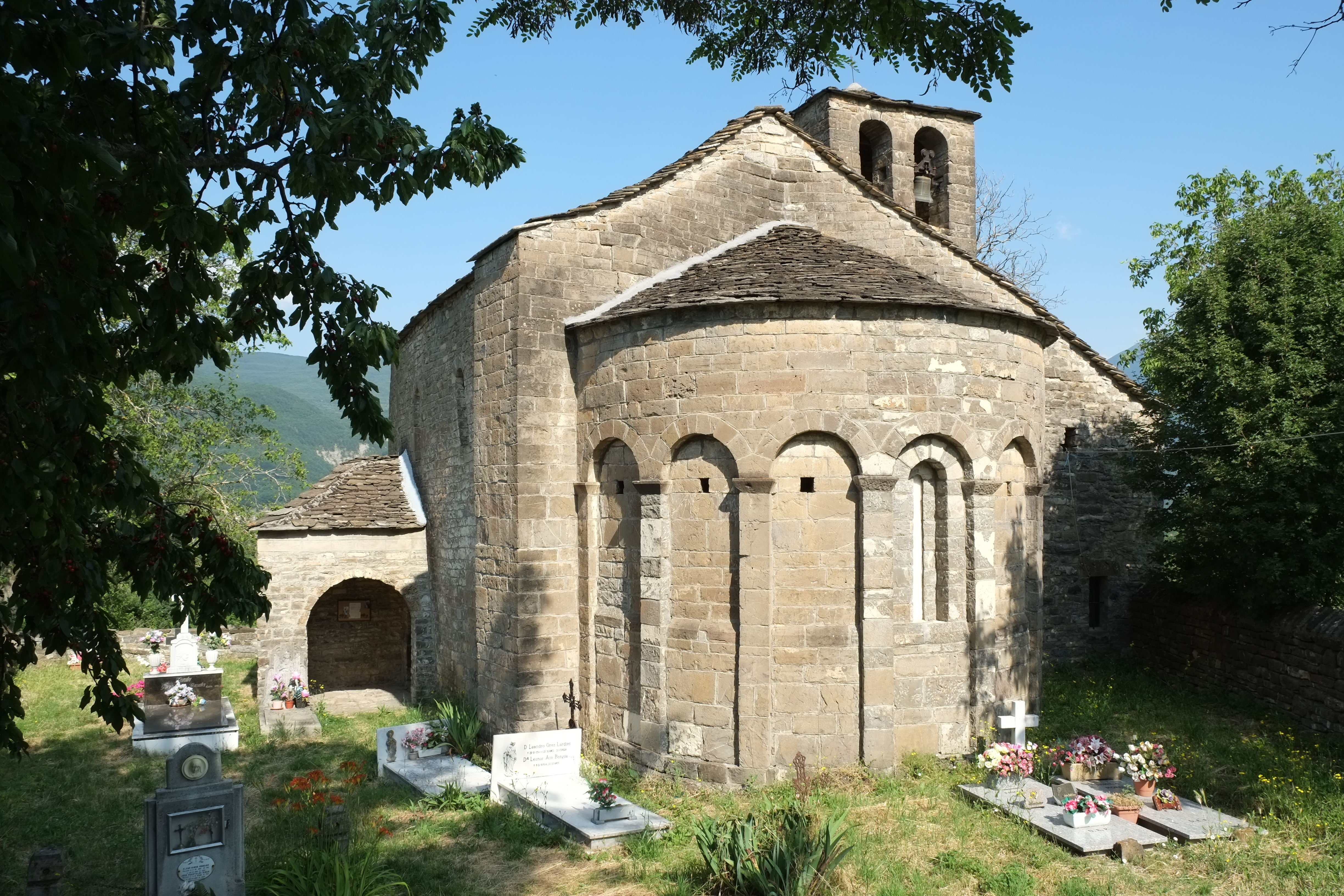
Apsis der Kirche

Die römisch-katholische Pfarrkirche Santa Eulalia in Orós Bajo, einem Ortsteil der Gemeinde Biescas in der spanischen Provinz Huesca der Autonomen Gemeinschaft Aragonien, wurde im 11. Jahrhundert errichtet. Die Kirche, die von einem Friedhof umgeben wird, ist seit 1982 ein geschütztes Baudenkmal (Bien de Interés Cultural).
Die der heiligen Eulalia geweihte Kirche wird zwischen 1000 und 1024 datiert und ist aus Werkstein errichtet. Sie besitzt ein Kirchenschiff und einen halbrunden Chor, die beide mit Steinplatten gedeckt sind. Der hohe Turm wurde wahrscheinlich später hinzugefügt. 
Eine offene Vorhalle ist an der Südseite dem rundbogigen Portal vorgelagert.